# Кричаново
Кричаново (серб. Кричаново / Kričanovo) — село в общине Брод Республики Сербской Боснии и Герцеговины. Население составляет 144 человека по переписи 2013 года.